# Przyłącze wodociągowe (Polska)
Przyłącze wodociągowe – w myśl polskiego prawa odcinek przewodu łączącego sieć wodociągową z wewnętrzną instalacją wodociągową w nieruchomości odbiorcy usług wraz z zaworem za wodomierzem głównym.